# Седлоносные жабы
Седлоносные жабы, или короткоголовы (лат. Brachycephalus) — род бесхвостых земноводных из семейства короткоголовов.

## Описание
Это крошечные жабы, длиной до 18 мм (в основном около 10 мм). Голова очень короткая, значительно меньше длины туловища. На спине присутствуют костяная пластинка, сросшаяся с позвонками и кожей. За это род получил название «седлоносные жабы». На передних лапах всего 2 пальца, на задних 3—4. Окраска ярко-оранжевая или жёлтая. Кожа гладкая, содержит мощный яд — тетродотоксин.

## Образ жизни
Большинство видов обитают всего на нескольких горных вершинах в бразильских туманных лесах. Значительное время проводят в лесной подстилке. Активны днём, питаются беспозвоночными.

## Размножение
Это яйцекладущие земноводные. Самки зарывают яйца в почву или под лесную подстилку. Развитие происходит исключительно в яйце, стадия головастика отсутствует.

## Распространение
Эндемики юго-восточной Бразилии (штаты Парана и Санта-Катарина).

## Классификация
На январь 2023 года в род включают 39 видов:
- Brachycephalus actaeus  Monteiro, Condez, Garcia, Comitti, Amaral, and Haddad, 2018
- Brachycephalus albolineatus  Bornschein, Ribeiro, Blackburn, Stanley, and Pie, 2016
- Brachycephalus alipioi  Pombal and Gasparini, 2006
- Brachycephalus auroguttatus  Ribeiro, Firkowski, Bornschein, and Pie, 2015
- Brachycephalus boticario  Pie, Bornschein, Firkowski, Belmonte-Lopes, and Ribeiro, 2015
- Brachycephalus brunneus  Ribeiro, Alves, Haddad, and Reis, 2005
- Brachycephalus bufonoides  Miranda-Ribeiro, 1920
- Brachycephalus clarissae  Folly, Vrcibradic, Siqueira, Rocha, Machado, Lopes, and Pombal, 2022
- Brachycephalus coloratus  Ribeiro, Blackburn, Stanley, Pie, and Bornschein, 2017
- Brachycephalus crispus  Condez, Clemente-Carvalho, Haddad, and Reis, 2014
- Brachycephalus curupira  Ribeiro, Blackburn, Stanley, Pie, and Bornschein, 2017
- Brachycephalus dacnis Toledo et al., 2024[4]
- Brachycephalus darkside  Guimaraes, Luz, Rocha, and Feio, 2017
- Brachycephalus didactylus  (Izecksohn, 1971) — Двупалая жаба
- Brachycephalus ephippium  (Spix, 1824) — Седлоносная жаба
- Brachycephalus ferruginus  Alves, Ribeiro, Haddad, and Reis, 2006
- Brachycephalus fuscolineatus  Pie, Bornschein, Firkowski, Belmonte-Lopes, and Ribeiro, 2015
- Brachycephalus garbeanus  Miranda-Ribeiro, 1920
- Brachycephalus guarani  Clemente-Carvalho, Giaretta, Condez, Haddad, and Reis, 2012
- Brachycephalus hermogenesi  (Giaretta and Sawaya, 1998)
- Brachycephalus ibitinga  Condez, Monteiro, Malagoli, Trevine, Schunck, Garcia, and Haddad, 2021
- Brachycephalus izecksohni  Ribeiro, Alves, Haddad, and Reis, 2005
- Brachycephalus leopardus  Ribeiro, Firkowski, and Pie, 2015
- Brachycephalus margaritatus  Pombal and Izecksohn, 2011
- Brachycephalus mariaeterezae  Bornschein, Morato, Firkowski, Ribeiro and Pie, 2015
- Brachycephalus mirissimus  Pie, Ribeiro, Confetti, Nadaline, and Bornschein, 2018
- Brachycephalus nodoterga  Miranda-Ribeiro, 1920
- Brachycephalus olivaceus  Bornschein, Morato, Firkowski, Ribeiro and Pie, 2015
- Brachycephalus pernix  Pombal, Wistuba, and Bornschein, 1998
- Brachycephalus pitanga  Alves, Sawaya, Reis, and Haddad, 2009
- Brachycephalus pombali  Alves, Ribeiro, Haddad, and Reis, 2006
- Brachycephalus pulex  Napoli, Caramaschi, Cruz, and Dias, 2011
- Brachycephalus puri  Almeida-Silva, Silva-Soares, Rodrigues, and Verdade, 2021
- Brachycephalus quiririensis  Pie and Ribeiro, 2015
- Brachycephalus rotenbergae  Nunes, Guimaraes, Moura, Pedrozo, Moroti, Castro, Stuginski, and Muscat, 2021
- Brachycephalus sulfuratus  Condez, Monteiro, Comitti, Garcia, Amaral, and Haddad, 2016
- Brachycephalus toby  Haddad, Alves, Clemente-Carvalho, and Reis, 2010
- Brachycephalus tridactylus  Garey, Lima, Hartmann, and Haddad, 2012
- Brachycephalus verrucosus  Ribeiro, Firkowski, Bornschein, and Pie, 2015
- Brachycephalus vertebralis  Pombal, 2001

## Галерея

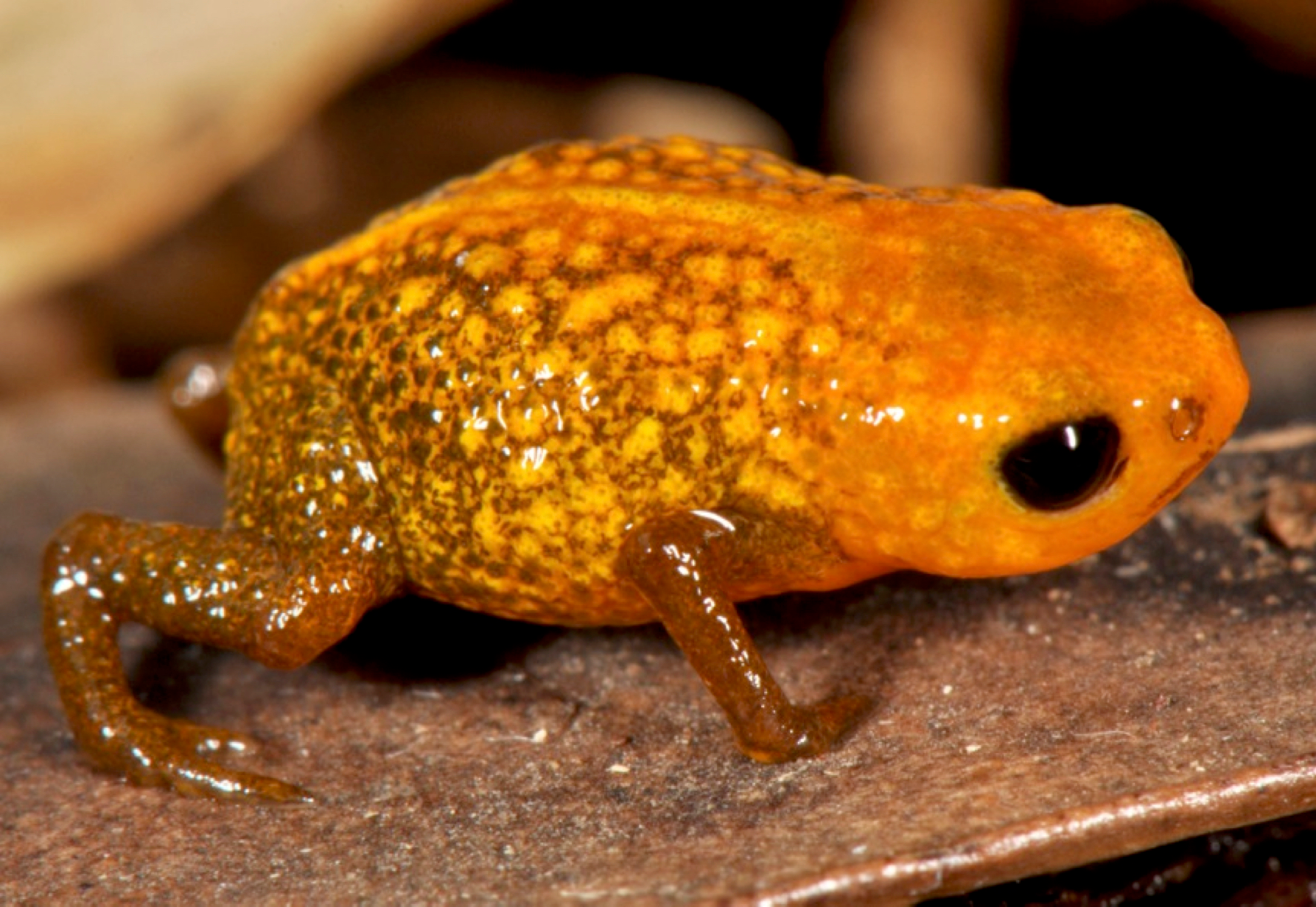
Brachycephalus auroguttatus
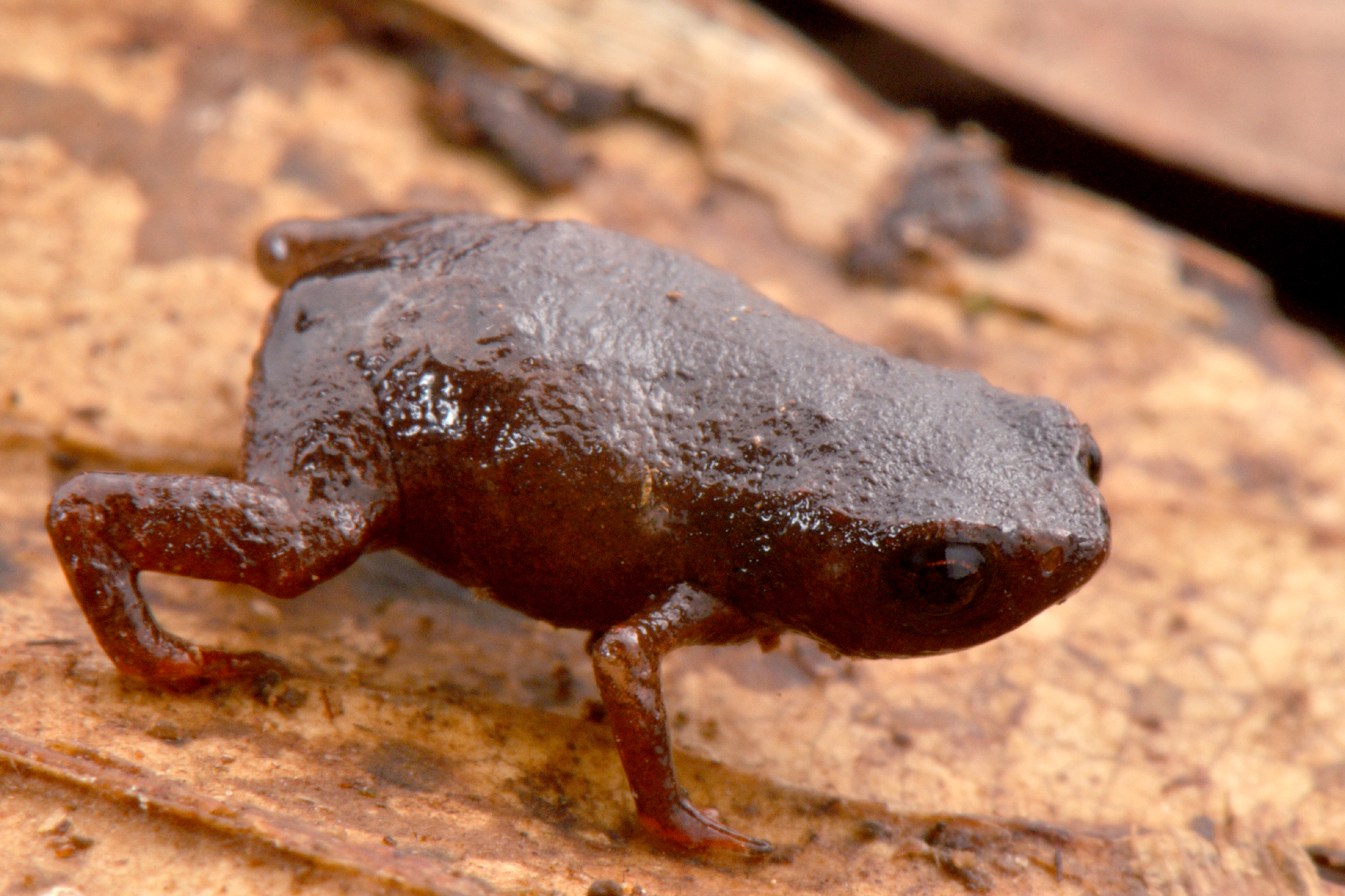
Brachycephalus curupira
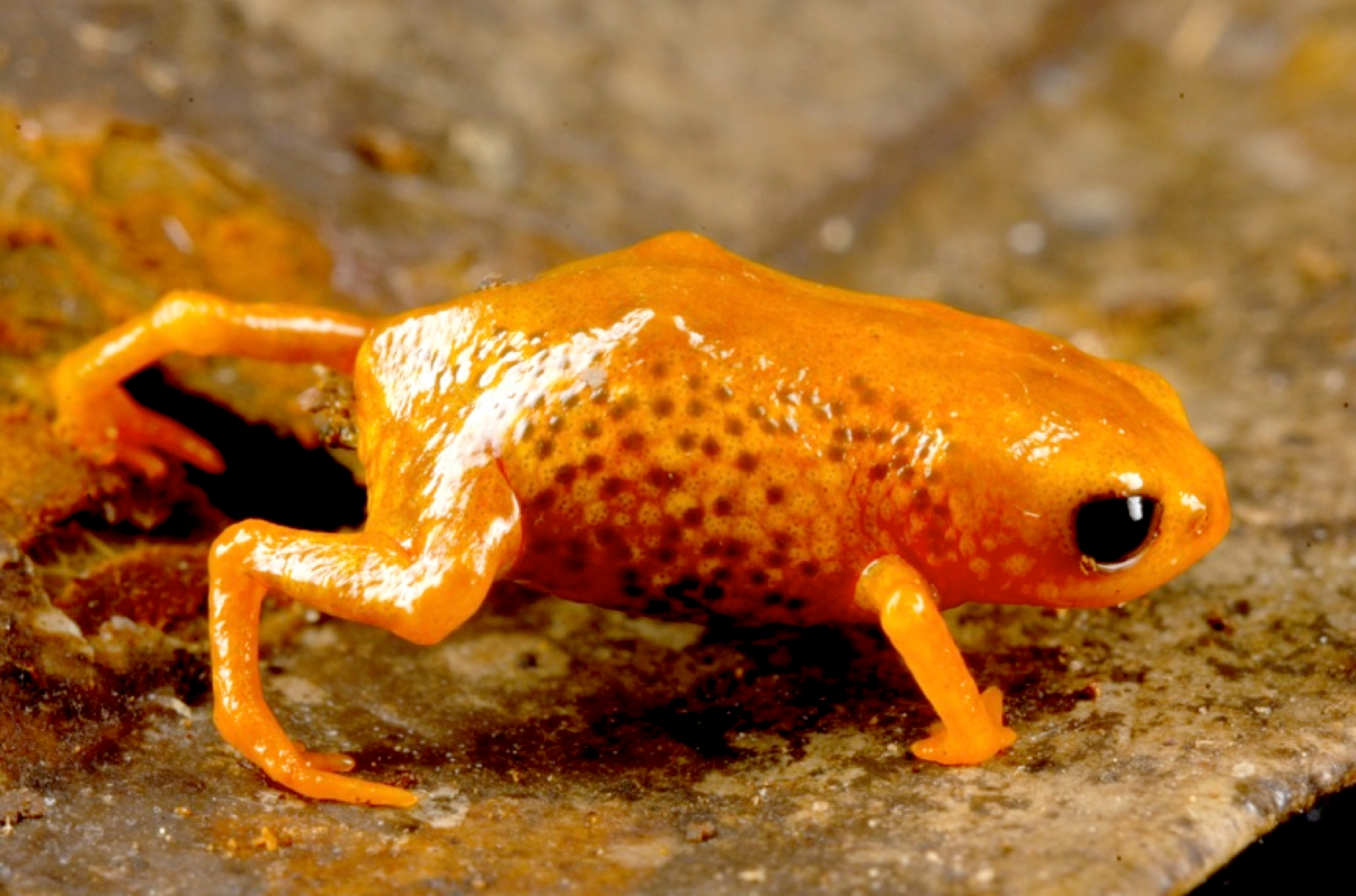
Brachycephalus leopardus
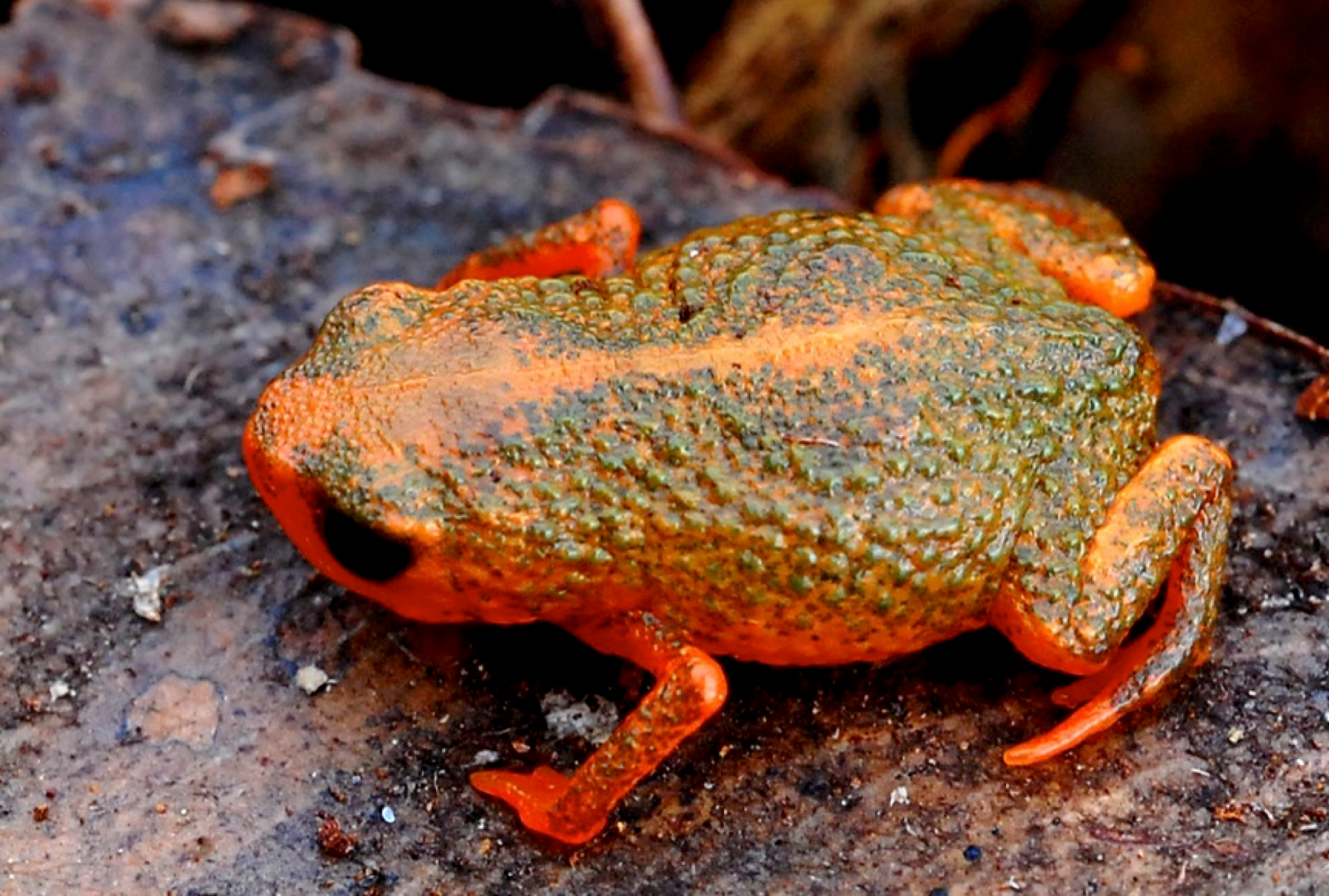
Brachycephalus verrucosus